# Pontinus vaughani
Pontinus vaughani är en fiskart som beskrevs av John Hendley Barnhart och Hubbs, 1946. Pontinus vaughani ingår i släktet Pontinus och familjen Scorpaenidae. IUCN kategoriserar arten globalt som livskraftig. Inga underarter finns listade i Catalogue of Life.